# Willa w Kochanowie

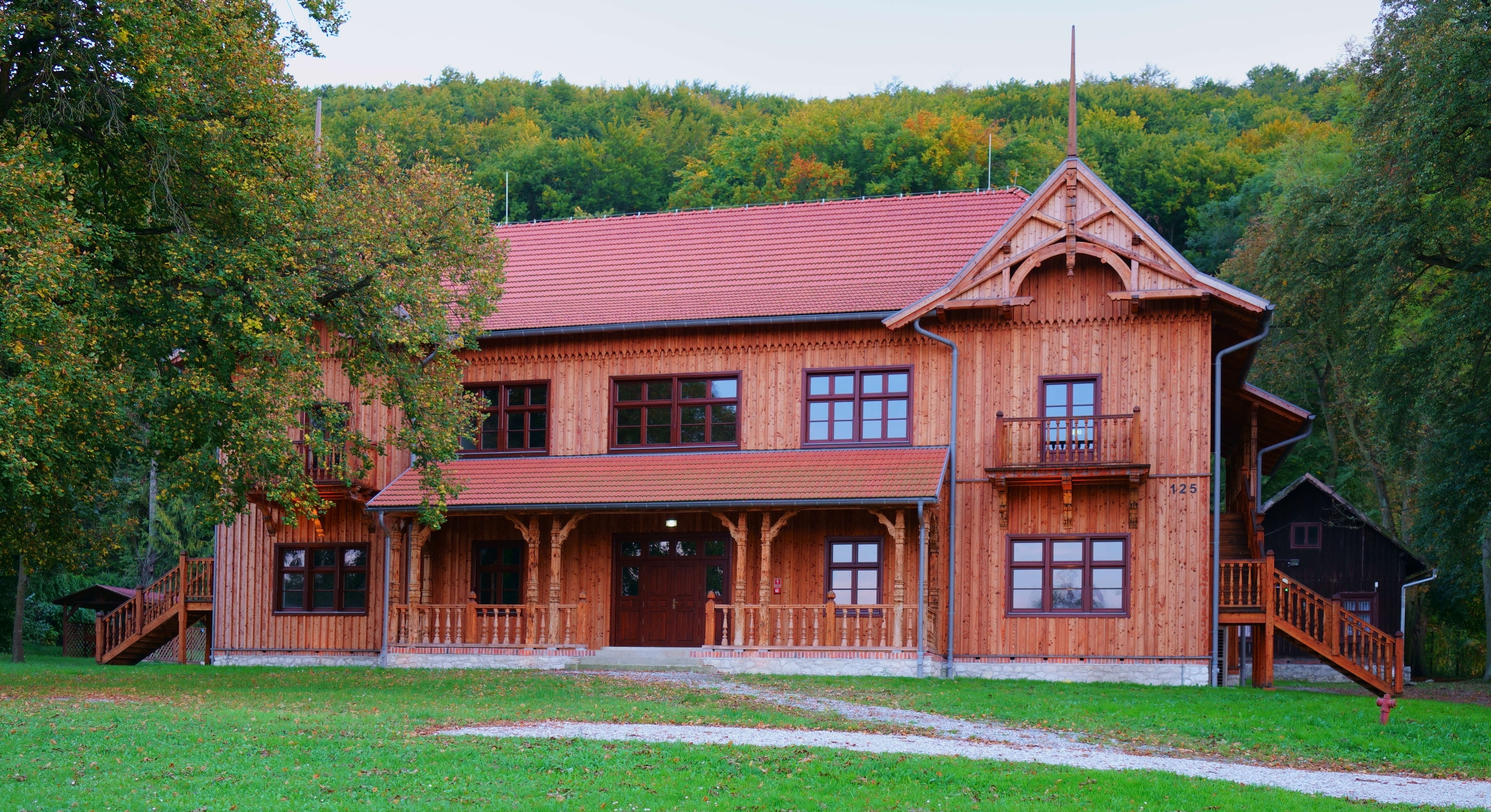
Widok od strony drogi krajowej nr 79

Drewniana willa z 1896 roku w Kochanowie – willa znajdująca się w Kochanowie, w powiecie krakowskim, wraz z oficyną i ogrodem została wpisana do rejestru zabytków nieruchomych województwa małopolskiego.

## Historia
Willa, dzięki życzliwości księcia Eugeniusza Lubomirskiego , została wybudowana w 1896 roku przez Towarzystwo Kolonii Wakacyjne Krakowskie. Korzystało ono też z funduszy działacza społecznego Ignacego Żółtowskiego (1815-1901). W okresie wakacyjnym wykorzystywana była jako dom kolonijny dla dzieci, natomiast w pozostałych miesiącach pełniła rolę domku myśliwego.
Od 1913 roku podczas wakacji w obiekcie przebywały osierocone i pozbawione opieki dzieci z Krakowa i Wiednia, którymi do 1939 roku opiekowało się Towarzystwo Szkoły Ludowej. Również w czasie obu wojen światowych w placówce przebywały osierocone dzieci. Sierociniec w latach 1915-1918 finansowany był ze środków Komitetu Książeco-Biskupiego w Krakowie, natomiast w okresie II wojny światowej przez Radę Główną Opiekuńczą. Od 1946 roku przez kilka lat Miejskie Przedsiębiorstwo Oczyszczania w Krakowie przywoziło dzieci na letnie kolonie, z kolei w latach 70. XX w. obiekt, będąc pod opieką wydziału oświaty, nie był wykorzystany. Z początkiem lat 80. XX w. budynkiem zarządzały Kopalnie Odkrywkowe Surowców Drogowych w Krakowie z siedzibą w Rudawie, a w latach 1955-2003 willa służyła jako szkoła podstawowa. Później willa i oficyna pełnią funkcje świetlicy wiejskiej. Z uwagi na to, że budynek nie spełniał koniecznych norm techniczno-budowlanych, świetlica mieści się tylko w dawnej oficynie obok willi.

## Architektura
Obiekt, który w 1930 roku został przebudowany, swoim wyglądem przypomina drewnianą architekturę uzdrowiskową w stylu szwajcarskim .